# Auguste Reyerslaan

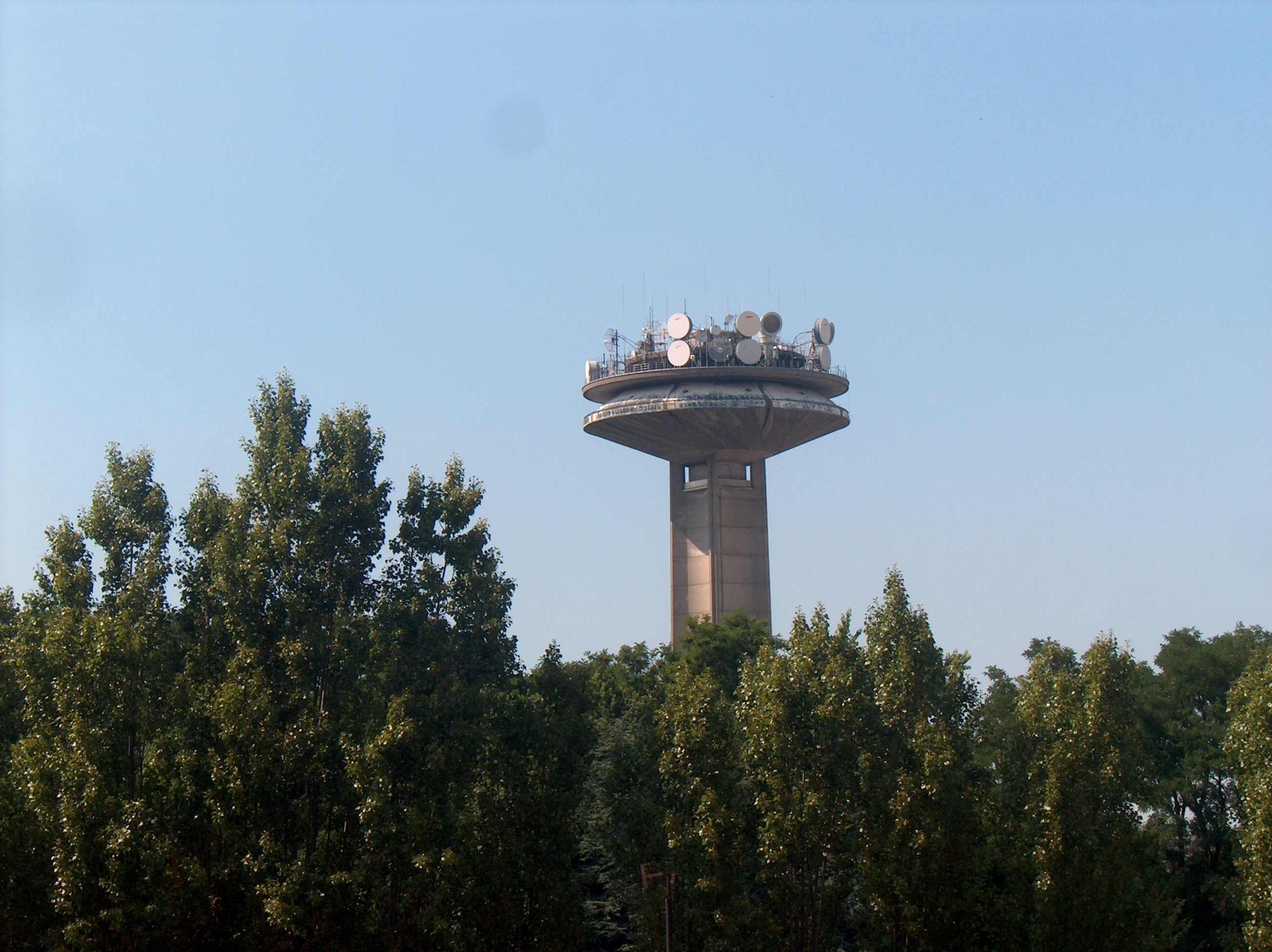
De Reyerstoren aan de Reyerslaan

De Auguste Reyerslaan is een laan in de gemeente Schaarbeek van het Brussels Hoofdstedelijk Gewest. Deze verkeersader vormt een deel van de Brusselse Middenring (de R21) en loopt van het Generaal Meiserplein tot aan het Vergotesquare. De laan ligt in het verlengde van de Generaal Wahislaan in het noorden en wordt gevolgd door de Brand Whitlocklaan richting zuiden. Langs deze boulevard zijn op de voormalige site van de Nationale Schietbaan tegenwoordig de hoofdkwartieren van de VRT en de RTBF gevestigd, waardoor naar deze omroepen soms met metonymie verwezen wordt als de Reyerslaan.
De laan werd vernoemd naar Auguste Reyers, burgemeester van Schaarbeek van 1909 tot 1921.

## Bezienswaardigheden
- Op het nummer 163 van de laan vindt men het Museum van de Faiënceklok, het Clockarium.
- Op het nummer 13 was vroeger het Moof Museum (Museum of original figurines) gevestigd.
- In een huis in deze laan overleed Jean-Baptiste Meiser in 1940.
- Op het nummer 52 staan de Reyerstoren en de gebouwen van de RTBF en van de VRT. Ze zijn dominerend op deze laan en om de zenders aan te duiden wordt ook vaak 'de Reyerslaan' gezegd, in plaats van hun eigen naam. Via het gebruik van dit adres door de beide nationale omroepen, is de Reyerslaan een van de bekendste straatnamen in België geworden.
- Het metrostation Diamant ligt aan de Reyerslaan.